# Mine de Dawson
La mine de Dawson est une mine à ciel ouvert de charbon située dans le bassin minier de Bowen, dans le Queensland en Australie. Elle est détenue à 51 % par Anglo American et à 49 % par Mitsui.